# Corchorus carnarvonensis
Corchorus carnarvonensis är en malvaväxtart som beskrevs av David A. Halford. Corchorus carnarvonensis ingår i släktet Corchorus och familjen malvaväxter. Inga underarter finns listade i Catalogue of Life.